# Speedski-Weltmeisterschaften 2022
Die Speedski-Weltmeisterschaften 2022 fanden vom 28. bis 30. Januar 2022 in Vars (Frankreich) statt. Ursprünglich sollten die Weltmeisterschaften bereits 2021 im andorranischen Pas de la Casa im Skigebiet Grandvalira / Grau Roig ausgetragen werden. Nachdem sie zunächst nach Vars verlegt worden waren, mussten sie schließlich im Zuge der COVID-19-Pandemie auf 2022 verlegt werden. Vars wurde somit bereits zum siebten Mal Gastgeber von Speedski-Weltmeisterschaften.
Nachdem bei den vergangenen Weltmeisterschaften nur Titel in der Klasse Speed One (S1) vergeben wurden, gab es nun auch wieder Junioren-Wettkämpfe der Klasse S2.

## Teilnehmer
Es nahmen 53 Teilnehmer aus 15 Ländern teil.
| Europa (12 Länder)                                                | Europa (12 Länder)                                                |
| ----------------------------------------------------------------- | ----------------------------------------------------------------- |
| - Belgien - Finnland - Frankreich - Irland - Italien - Österreich | - Russland - Schweden - Schweiz - Slowakei - Spanien - Tschechien |
| Amerika (1 Land)                                                  |                                                                   |
| - Kanada                                                          |                                                                   |
| Asien (1 Land)                                                    |                                                                   |
| - Japan                                                           |                                                                   |
| Ozeanien (1 Land)                                                 |                                                                   |
| - Neuseeland                                                      |                                                                   |

## Medaillenspiegel
| Platz | Nation     | Gold | Silber | Bronze | Gesamt |
| ----- | ---------- | ---- | ------ | ------ | ------ |
| 01    | Frankreich | 2    | 3      | 1      | 6      |
| 02    | Schweden   | 1    | —      | 2      | 3      |
| 03    | Italien    | 1    | —      | 1      | 2      |
| 04    | Österreich | —    | 1      | —      | 1      |
| Total | Total      | 4    | 4      | 4      | 12     |

## Strecke
Sämtliche Wettbewerbe fanden auf der Piste Chabrière statt.
| Streckenname               | Chabrière |
| Seehöhe Start              | 2720 m    |
| Seehöhe Ziel               | 2285 m    |
| Höhendifferenz             | 435 m     |
| Streckenlänge gesamt       | 1200 m    |
| Streckenlänge Wertung      | 670 m     |
| max. Gefälle               | 98 %      |
| Durchschnittliches Gefälle | 55 %      |

## Ergebnis Herren

### S1
| Platz | Land | Sportler             | Geschwindigkeit (km/h) |
| ----- | ---- | -------------------- | ---------------------- |
| 01    | FRA  | Simon Billy          | 208,32                 |
| 02    | AUT  | Manuel Kramer        | 206,90                 |
| 03    | ITA  | Simone Origone       | 206,36                 |
| 04    | FRA  | Bastien Montes       | 202,52                 |
| 05    | AUT  | Klaus Schrottshammer | 201,45                 |
| 06    | SUI  | Philippe May         | 200,69                 |
| 07    | SVK  | Michal Bekes         | 199,37                 |
| 08    | RUS  | Mikhail Shumilin     | 198,74                 |
| 09    | ITA  | Ivan Origone         | 197,83                 |
| 10    | FIN  | Antero Holmila       | 197,75                 |
| …     |      |                      |                        |
| 26    | SUI  | Reto Eigenmann       | 187,72                 |

Titelverteidiger:  Simone Origone
30 Fahrer in der Wertung

### S2J
| Platz | Land | Sportler         | Geschwindigkeit (km/h) |
| ----- | ---- | ---------------- | ---------------------- |
| 01    | SWE  | Victor Persson   | 144,35                 |
| 02    | FRA  | Johan Belmonte   | 144,27                 |
| 03    | FRA  | Matias Labit     | 143,53                 |
| 04    | FRA  | Lucas Fourquet   | 143,09                 |
| 05    | FRA  | Bastien Owczarek | 143,06                 |

Fünf Fahrer in der Wertung

## Ergebnis Damen

### S1
| Platz | Land | Sportler            | Geschwindigkeit (km/h) |
| ----- | ---- | ------------------- | ---------------------- |
| 01    | ITA  | Valentina Greggio   | 201,29                 |
| 02    | FRA  | Clea Martinez       | 196,85                 |
| 03    | SWE  | Britta Backlund     | 193,26                 |
| 04    | SWE  | Hanna Matslofva     | 190,33                 |
| 05    | SWE  | Mathilda Persson    | 169,59                 |
| 06    | ESP  | Marta Visa Carol    | 184,53                 |
| 07    | FRA  | Lisa Fournet Fayard | 181,67                 |
| 08    | SWE  | Lisa Hovland-Udén   | 165,68                 |

Titelverteidiger:  Britta Backlund
Acht Fahrerinnen in der Wertung

### S2J
| Platz | Land | Sportler           | Geschwindigkeit (km/h) |
| ----- | ---- | ------------------ | ---------------------- |
| 01    | FRA  | Pauline Sabatut    | 147,89                 |
| 02    | FRA  | Maëlle Loridon     | 146,34                 |
| 03    | SWE  | Agnes Abrahamsson  | 140,17                 |
| 04    | SWE  | Cornelia Sandström | 139,87                 |
| 05    | FRA  | Maréva Cau-Lapique | 139,42                 |
| 06    | FRA  | Julie Hygonnet     | 136,00                 |

Sechs Fahrerinnen in der Wertung